# Łowczyk rdzawoszyi
Łowczyk rdzawoszyi, łowiec rdzawoszyi (Todiramphus ruficollaris) – gatunek małego ptaka z rodziny zimorodkowatych (Alcedinidae). Jest endemitem wyspy Mangaia wchodzącej w skład Południowych Wysp Cooka. W Czerwonej księdze gatunków zagrożonych IUCN klasyfikowany jest jako gatunek najmniejszej troski (LC, ang. Least Concern).

## Systematyka
Gatunek ten po raz pierwszy zgodnie z zasadami nazewnictwa binominalnego opisał w 1974 roku David T. Holyoak w „Bulletin of the British Ornithologists’ Club”. Autor nadał mu nazwę Halcyon ruficollaris, a jako miejsce typowe wskazał wyspę Mangaia. W 1976 roku Holyoak zaproponował nową nazwę dla gatunku – Halcyon mangaia, gdyż uznał, iż Halcyon ruficollaris jest homonimem nazwy Alcyon ruficollaris nadanej przez R.A. Bankiera w 1841 roku, synonimizowanej przez niektórych autorów z Halcyon sancta. Rok później R. Shodde i Holoyak propozycję tę zarzucili, przywracając ważność nazwie Halcyon ruficollaris, wykazali bowiem, że taksony te należą do dwóch różnych rodzajów i ich nazwy nie są homonimami, zaś synonimizowanie Alcyon ruficollaris z Halcyon sancta było błędem – opisany przez Bankiera takson stanowi bowiem podgatunek Alcedo azurea. Obecnie łowczyk rdzawoszyi zaliczany jest do rodzaju Todiramphus, nie wyróżnia się podgatunków. Wcześniej bywał uważany za podgatunek łowczyka białobrewego T. tutus ruficollaris.
Na podstawie badań molekularnych Andersen et al. (2015, 2018), łowczyk rdzawoszyi jest blisko spokrewniony z łowczykiem maskowym (T. godeffroyi), łowczykiem polinezyjskim (T. veneratus), łowczykiem rudobrewym (T. gambieri) i łowczykiem białobrewym (T. tutus).

### Etymologia
- Todiramphus: rodzaj Todus Brisson, 1760 (płaskodziobek); gr. ῥαμφος rhamphos „dziób”[15].
- ruficollaris: łac. rufus – „rudy, ryży”, łac. -collaris – „naszyjnik”[16].

## Morfologia
Mały ptak o dużym, szerokim u nasady, czarnym dziobie, którego górna część jest nieco jaśniejsza, na dolnej szczęce, u nasady dzioba, jasnoróżowe lub szarawe przebarwienie. Nogi i stopy czarnoszare z bladożółtawymi podeszwami. Tęczówki ciemnobrązowe. Niewielki dymorfizm płciowy. Góra głowy zielonkawoniebieska na czubku, poniżej czerwonawy lub ochrowy pas brwiowy, pod nim czarna, dosyć wąska maska obejmująca nasadę dzioba, okolice oczu, uszy, rozciąga się wokół głowy w formie bardzo wąskiego paska. W okolicach tyłu oczu niebieskozielone przebarwienia. Kark, policzki, boki szyi czerwonawe lub ochrowe, bardziej intensywne na tylnych częściach i bledniejące ku przednim. Podgardle, gardło, piersi, brzuch i pokrywy podogonowe białe. U samic czerwonawe lub ochrowe przebarwienia rozciągają się na piersi. Górne części ciała zielononiebieskie, skrzydła i dosyć krótki ogon z bardziej niebieskim odcieniem. Osobniki młodociane podobne do łowczyka białobrewego. Długość ciała 19–22 cm.

## Zasięg występowania
Łowczyk rdzawoszyi występuje tylko na wyspie Mangaia w Południowych Wyspach Cooka. Jego zasięg występowania według szacunków organizacji BirdLife International obejmuje tylko 84 km².

## Ekologia
Głównym habitatem łowczyka rdzawoszyjego są gęste pierwotne lasy tropikalne rosnące na wapiennych platformach będących pierwotnie rafami koralowymi. Preferuje obszary lasu z gęstą, nieprzerywaną koroną drzew. Najbardziej kojarzonym z łowczykiem rdzawoszyim gatunkiem drzewa jest keben okazały. Nie jest spotykany w zaroślach przybrzeżnych.
Dieta tego gatunku jest podobna do diety łowczyka białoszyjego. Jest bogata, stwierdzono spożywanie owadów prostoskrzydłych, termitów, straszyków, karaczanów, ciem i ich larw, pająków, skąposzczetów oraz niewielkich ryb i małych jaszczurek. Żeruje w lesie na wszystkich jego poziomach.

### Rozmnażanie
Okres lęgowy od listopada do stycznia. Rozmnaża się w parach lub w trójkątach, gdzie jedna samica kopuluje z dwoma samcami (poliandria) – badania pokazują, że ma to miejsce w około 15% przypadków. Gniazdo jest wykuwane w pniach spróchniałego hibiskusa, kokosa lub w martwych konarach żywego drzewa z rodzajów Barringtonia, Albizia lub Hernandia. Do gniazdowania wykorzystywane bywają także już istniejące dziuple znajdujące się na wysokości od 1,5 do 10 m nad ziemią. Otwór wejściowy o średnicy 4,5 cm z dosyć krótkim tunelem.
W lęgu 2–3 jaja o średnicy 22,1–23 mm, białe, okres inkubacji 21–23 dni. Jaja są wysiadywane przez wszystkich członków rodziny w interwałach trwających około 42 minuty. W karmieniu piskląt i wychowywaniu młodych także uczestniczą wszyscy członkowie rodziny. Pisklęta są w pełni opierzone po około 26 dniach. Zagrożeniem dla jaj i piskląt jest prawdopodobnie pasożyt lęgowy kukiel długosterny (Urodynamis taitensis). Pewne zagrożenie dla pomyślności lęgu może też stanowić introdukowana majna brunatna, z którą łowczyk rdzawoszyi konkuruje o pożywienie i miejsca lęgowe; Thacker et al. (2020) wykazali jednak, że nie ma to większego wpływu na liczebność łowczyka, która wzrosła, mimo że majna jest na wyspie znacznie liczniejsza.

## Status
W Czerwonej księdze gatunków zagrożonych IUCN łowczyk rdzawoszyi do 2022 roku był uznawany za gatunek narażony (VU, ang. Vulnerable), a jego liczebność szacowano na 393–764 dorosłych osobników. Obecnie po szczegółowych badaniach przeprowadzonych przez Thacker et al., łowczyk rdzawoszyi jest klasyfikowany jako gatunek najmniejszej troski (LC, ang. Least Concern). Liczebność populacji jest obecnie szacowana na więcej niż 2100, a mniej niż 3500 dorosłych osobników. Trend liczebności populacji uważany jest za stabilny lub lekko rosnący.